# Île Tie
L’île Tie est une îlot de Nouvelle-Calédonie appartenant administrativement à Poum.